# Philippe Cohen Solal
 (août 2012).
Si vous disposez d'ouvrages ou d'articles de référence ou si vous connaissez des sites web de qualité traitant du thème abordé ici, merci de compléter l'article en donnant les références utiles à sa vérifiabilité et en les liant à la section « Notes et références ».
 (janvier 2019).
Pour les articles homonymes, voir Cohen Solal.
Philippe Cohen Solal est un compositeur français, né en mai 1961. Il est notamment l'un des fondateurs du trio Gotan Project.

## Biographie
À 20 ans, Philippe Cohen Solal devient programmateur musical. À 95.2 FM (station créée par Europe 1), il est aussi animateur, proposant quotidiennement des interviews de chanteurs et de groupes internationaux, avec une prédilection pour les musiques venues d’Angleterre. Il passe trois années difficiles chez Polydor avant d'être licencié. Il y réalise tout de même Raft, un disque qui se vend à 650 000 exemplaires.
Il découvre Keziah Jones jouant devant une terrasse parisienne durant sa courte période de chômage et produit ses premières maquettes. C’est lui aussi qui présente Zazie au label Mercury. Directeur musical pour Virgin, il est l'un des premiers music supervisor en France et travaille sur les musiques de films d’Arnaud Desplechin, Nikita Mikhalkov, Lars von Trier, Bertrand Tavernier ou Kieslowski, puis compose plus tard pour Tonie Marshall, Christian Vincent et Didier Le Pêcheur. À l’époque, ce sont les styles house et techno qui le passionnent. C'est en 1992 qu'il participe à la première compilation de musique électronique française, PUR (Paris Union Recording), et fonde sa première entreprise, Science & Mélodie, spécialisée dans la composition de musiques pour l’image.
Il lance en 1995 le label Ya Basta Records, inspiré du nom du livre du sous-commandant Marcos. Le son produit s'éloigne de la musique pop-rock et des excès du marketing de la techno/house pour trouver son style mélangeant musique acoustique, électronique et grandes traditions musicales (musiques brésilienne et argentine, bluegrass, country, tango).
En 1997, sort le film Clubbed to Death (Lola in Technoland) de Yolande Zauberman, pour lequel Philippe Cohen Solal conçoit la première bande originale techno et house jamais éditée, avec notamment Daft Punk, The Chemical Brothers et Masters at Work.
Cette même année, il est l'officiant artistique de Métamorphose autour de la Messe pour le Temps Présent de Pierre Henry et Michel Colombier, pour lequel il re-mixe le culte Psyché Rock entouré de Fatboy Slim, St Germain, Coldcut et William Orbit.
Sa grande réussite demeure Gotan Project, groupe créé avec le musicien argentin Eduardo Makaroff et son complice de Boyz from Brazil, Christoph H. Müller. Gotan Project revisite le tango en associant une partition électronique à différents instruments acoustiques, tel le bandonéon. Son projet personnel $olal presents The Moonshine Sessions, album acoustique enregistré dans la campagne du Tennessee avec la crème des chanteurs et musiciens country et bluegrass de Nashville, est plébiscité de Paris à Sydney et l'impose comme un véritable songwriter. Il signe sur son label David Walters, qui chante un électro-folk d’inspiration caribéenne, El Hijo de la Cumbia, un des créateurs de la Nueva Cumbia et Féloche, qui sort un premier album électro cadien avec une collaboration avec Dr. John de la Nouvelle-Orléans puis l'album Silbo. Il réalise et co-compose l'album Talé de Salif Keita (avec des participations de Bobby Mc Ferrin, Esperanza Spalding, Manu Dibango et Roots Manuva).
En 2007, il réalise la Bande originale de film du long métrage Je déteste les enfants des autres réalisé par Anne Fassio.
En 2014, il co-compose avec Christophe Chassol la bande originale du film Tu veux ou tu veux pas de Tonie Marshall.
Son premier album solo depuis Gotan Project sort en 2018. Paradis Artificiel(s) est composé sur des textes de Charles Baudelaire, et inspiré du Club des Hashischins de Théophile Gautier. De nombreux artistes figurent sur cet album, parmi eux: Marie Modiano, Peter von Poehl, Maïa Barouh, Daniel Mille, Alice Lewis... Ces chansons aux accents rétro-futuristes, créent une collision inédite entre la poésie française du XIXe siècle et les rythmes digitaux que Libération qualifie d’« album à la grâce vénéneuse »[réf. nécessaire].
En 2021, Philippe Cohen Solal sort l'album Outsider, en hommage à Henry Darger, un artiste de Chicago dont l'œuvre a été découverte après sa mort. Ce projet a été composé avec Mike Lindsay du groupe Tunng. Les textes d'Henry Darger sont personnifiés par la voix du jeune crooner Adam Glover et les chœurs d'Hannah Peel (The Magnetic North). L'album reçoit un excellent accueil médiatique et est salué par la critique,,.
En 2022, il sort The Human Seasons, un album d'improvisation avec le pianiste et maestro Gustavo Beytelmann.
Son EP Class Of 89, en collaboration avec Keziah Jones, sort le 3 février 2023. La même année, il compose la musique du spectacle de danse Tango y Tango, à l'affiche au Théâtre du Rond Point, puis au théâtre Marigny en 2024 .
En parallèle, il sort l'album 75010 en hommage à son quartier de coeur, le 10e arrondissement de Paris,.

## Discographie

### Avec Gotan Project

#### Albums studio
- 2001 : La revancha del tango
- 2006 : Lunático
- 2010 : Tango 3.0

#### Compilations/Best Of/Live
- 2004 : Inspiración Espiración
- 2008 : Gotan Project Live
- 2011 : La revancha en Cumbia
- 2011 : Best of
- 2014 : Club Secreto vol. I
- 2017 : Club Secreto Vol. II

### Albums solo
- 2007 : $olal presents: The Moonshine Sessions
- 2018 : Paradis Artificiel(s)
- 2020 : Mind Food
- 2021 : Outsider avec Mike Lindsay ft. Adam Glover et Hannah Peel
- 2022 : The Human Seasons avec Gustavo Beytelmann

### EP/Singles
- 2016 : Henry J. Darger EP avec Mike Lindsay
- 2017 : 44 Tiros ft. Ángel Parra
- 2017 : Misa Criolla ft. Los Calchakis
- 2018 : Aquarius / Let the Sunshine In ft. Horace Andy
- 2018 : What goes around avec Chassol ft. Adam Glover, Tim Gustave
- 2019 : À Paris ft. La Dame Blanche
- 2020 : Afro Bolero ft. Angélique Kidjo & Mo Laudi
- 2020 : Outsider EP avec Mike Lindsay ft. Adam Glover et Hannah Peel
- 2022 : Seher Yelleri ft. Rusan Filiztek
- 2023 : Give Thanks & Praises avec Keziah Jones
- 2023 : Class Of 89 EP avec Keziah Jones

### Collaborations
- 1997 : Messe pour le temps présent avec Pierre Henry
- 2000 : The Boyz From Brazil avec The Boyz From Brazil
- 2012 : Talé de Salif Keïta (Réalisation artistique, co-composition)
- 2016 : Contradanza Del Espíritu et Family de Roberto Fonseca
- 2017 : Spirit of Samba de Laurent Voulzy (Co-réalisation artistique)
- 2018 : Which One Are You? de Richard Dorfmeister ft. Camelia Jordana
- 2018 : Buenos Aires 72 de Marina Cedro (Co-composition, réalisation artistique)
- 2020 : single Afro Bolero avec Angélique Kidjo

### Musiques de films
Sauf indication contraire, les informations mentionnées dans cette section peuvent être confirmées par les bases de données cinématographiques IMDb et Allociné,  présentes dans la section « Liens externes ».
- 1999 : J'aimerais pas crever un dimanche de Didier Le Pêcheur
- 2007 : Je déteste les enfants des autres de Anne Fassio
- 2011 : Le Fil d'Ariane de Marion Laine
- 2016 : Tu veux ou tu veux pas ? de Tonie Marshall, avec Chassol

### Supervision musicale
- 1991 : Europa de Lars Von Trier
- 1991 : Urga de Nikita Mikhalkov
- 1992 : La Sentinelle de Arnaud Desplechin
- 1995 : Shangaï Triade de Zhang Yimou
- 1995 : L'appât de Bertrand Tavernier
- 1997 : Clubbed to Death (Lola) de Yolande Zauberman
- 2000 : Sauve-moi de Christian Vincent

### Productions
- 2006 : AWA de David Walters (¡Ya Basta! Records)
- 2007 : ¡Ya Basta! de ¡Ya Basta! Crew ft. Subcomandante Marcos (¡Ya Basta! Records)
- 2009 : Home de David Walters (¡Ya Basta! Records)
- 2010 : La Vie cajun de Féloche (¡Ya Basta! Records)
- 2011 : Freestyle de Ritmos de El Hijo de la Cumbia (¡Ya Basta! Records)
- 2013 : Silbo de Féloche (¡Ya Basta! Records)